# Павлов, Георгий Александрович
Георгий Александрович Павлов (укр. Георгій Олександрович Павлов, позывной — Панда; 29 мая 1994, Кривой Рог — 15 февраля 2024, Авдеевка) — украинский военнослужащий, старший солдат, участник российско-украинской войны. Герой Украины (2025, посмертно).

## Биография
Родился 29 мая 1994 года в городе Кривой Рог Днепропетровской области. Окончил 9 классов гимназии № 24, затем обучался в Криворожском авиационно-техническом колледже. После окончания срочной службы продолжил военную карьеру по контракту.
С 2017 по 2022 год принимал участие в боевых действиях на востоке Украины. С начала полномасштабного вторжения России в 2022 году защищал Чернигов, а в 2023 году участвовал в боях в Донецкой области.
В феврале 2024 года во время боёв за позицию «Зенит» в Авдеевке получил ранение. Из-за интенсивных обстрелов эвакуация была невозможна. По данным командования 110-й отдельной механизированной бригады, с российской стороной была достигнута договорённость о передаче раненых украинских военных. Однако 15 февраля 2024 года, после захвата позиции, российские войска, по данным Украины, казнили пленных, включая Георгия Павлова.
Похоронен на Яцевском кладбище в Чернигове.

## Награды
- Звание «Герой Украины» с удостоением ордена «Золотая Звезда» (21 февраля 2025, посмертно) — за личное мужество и героизм, проявленные в защите государственного суверенитета и территориальной целостности Украины, верность военной присяге[2].